# Dacnis
A Dacnis a madarak osztályának verébalakúak (Passeriformes) rendjébe és a tangarafélék (Thraupidae) családjába tartozó nem.

## Rendszerezésük
A nemet Georges Cuvier francia zoológus írta le 1816-ban, az alábbi 10 faj tartozik:
- Dacnis venusta
- Dacnis albiventris
- feketelábú daknisz (Dacnis nigripes)
- kék daknisz vagy közönséges pitpit (Dacnis cayana)
- Dacnis flaviventer
- Dacnis hartlaubi vagy Pseudodacnis hartlaubi
- Dacnis viguieri
- Dacnis egregia
- Dacnis lineata
- Dacnis berlepschi

## Előfordulásuk
Közép-Amerika és Dél-Amerika területén honosak. Természetes élőhelyeik a szubtrópusi és trópusi erdők, cserjések és szavannák. Állandó, nem vonuló fajok.

## Megjelenésük
Testhosszuk 11-12 centiméter körüli.

## Életmódjuk
Valószínűleg gyümölcsökkel, ízeltlábúakkal és nektárral táplálkoznak.